# Nathan T. Carr
Nathan Tracy Carr (* 25. Dezember 1833 in Corning, New York; † 28. Mai 1885 in Columbus, Indiana) war ein US-amerikanischer Politiker. Zwischen Dezember 1876 und März 1877 vertrat er den Bundesstaat Indiana im US-Repräsentantenhaus.

## Werdegang
Nathan Carr besuchte die öffentlichen Schulen seiner Heimat und danach bis 1851 die Starkey Academy. Anschließend zog er in das Midland County in Michigan. Nach einem Jurastudium und seiner im Jahr 1858 erfolgten Zulassung als Rechtsanwalt begann er in Vassar in diesem Beruf zu arbeiten. Gleichzeitig schlug er als Mitglied der Demokratischen Partei eine politische Laufbahn ein. Zwischen 1858 und 1860 saß Carr als Abgeordneter im Repräsentantenhaus von Michigan. In den Jahren 1861 und 1862 war er bei der Verwaltung des Midland County angestellt. Während des Bürgerkrieges war Carr im Jahr 1862 Leutnant in einer Freiwilligeneinheit der Infanterie aus Michigan.
1867 zog er nach Columbus in Indiana. Im Jahr 1870 war er als Staatsanwalt für vier Bezirke dieses Staates zuständig. Auch in seiner neuen Heimat setzte er seine politische Laufbahn fort. Nach dem Tod des Abgeordneten Michael C. Kerr wurde er bei der fälligen Nachwahl für den dritten Sitz von Indiana als dessen Nachfolger in das US-Repräsentantenhaus in Washington, D.C. gewählt, wo er am 5. Dezember 1876 sein neues Mandat antrat. Da er für die regulären Kongresswahlen des Jahres 1876 von seiner Partei nicht mehr nominiert wurde, konnte er bis zum 3. März 1877 nur die laufende Legislaturperiode im Kongress beenden.
Nach seinem Ausscheiden aus dem US-Repräsentantenhaus praktizierte Nathan Carr wieder als Anwalt. Im Jahr 1878 wurde er Richter im neunten Gerichtsbezirk von Indiana. Er starb am 28. Mai 1885 in Columbus, wo er auch beigesetzt wurde.